# 아미가 2000
아미가 2000(Amiga 2000) 또는 A2000은 코모도어가 1987년 3월에 출시한 개인용 컴퓨터이다. 아미가 1000의 확장 가능한 "빅 박스" 변형으로 소개되었지만, 비용 절감을 위해 빠르게 재설계되어 동시대의 아미가 500과 대부분의 전자 부품을 공유하게 되었다. 확장 기능에는 2개의 3.5인치 드라이브 베이 (하나의 포함된 플로피 디스크 드라이브가 사용)와 1개의 5.25인치 베이가 포함되며, 이는 5.25인치 플로피 드라이브(IBM PC 호환성용), 하드 디스크 드라이브, 또는 CD-ROM이 출시되면 사용할 수 있었다.
아미가 2000은 확장 카드를 내부적으로 추가할 수 있는 최초의 아미가 모델이다. SCSI 호스트 어댑터, 메모리 카드, CPU 카드, 네트워크 카드, 그래픽 카드, 직렬 포트 카드, PC 호환기종 카드 등을 사용할 수 있었으며, 아미가 1000처럼 확장 케이지가 필요 없이 여러 확장을 동시에 사용할 수 있었다. 아미가 2000은 5개의 Zorro II 카드 슬롯을 포함할 뿐만 아니라, 마더보드에는 4개의 PC ISA 슬롯도 있으며, 그 중 2개는 Zorro II 슬롯과 일직선으로 연결되어 A2000에 IBM PC XT 호환성을 추가하는 A2088 브릿지보드와 함께 사용된다.
아미가 2000은 3년 후 아미가 3000이 출시될 때까지 가장 다용도이며 확장성이 뛰어난 아미가 컴퓨터였다.
이 기기는 독일에서 124,500대가 판매된 것으로 보고되었다.

## 특징

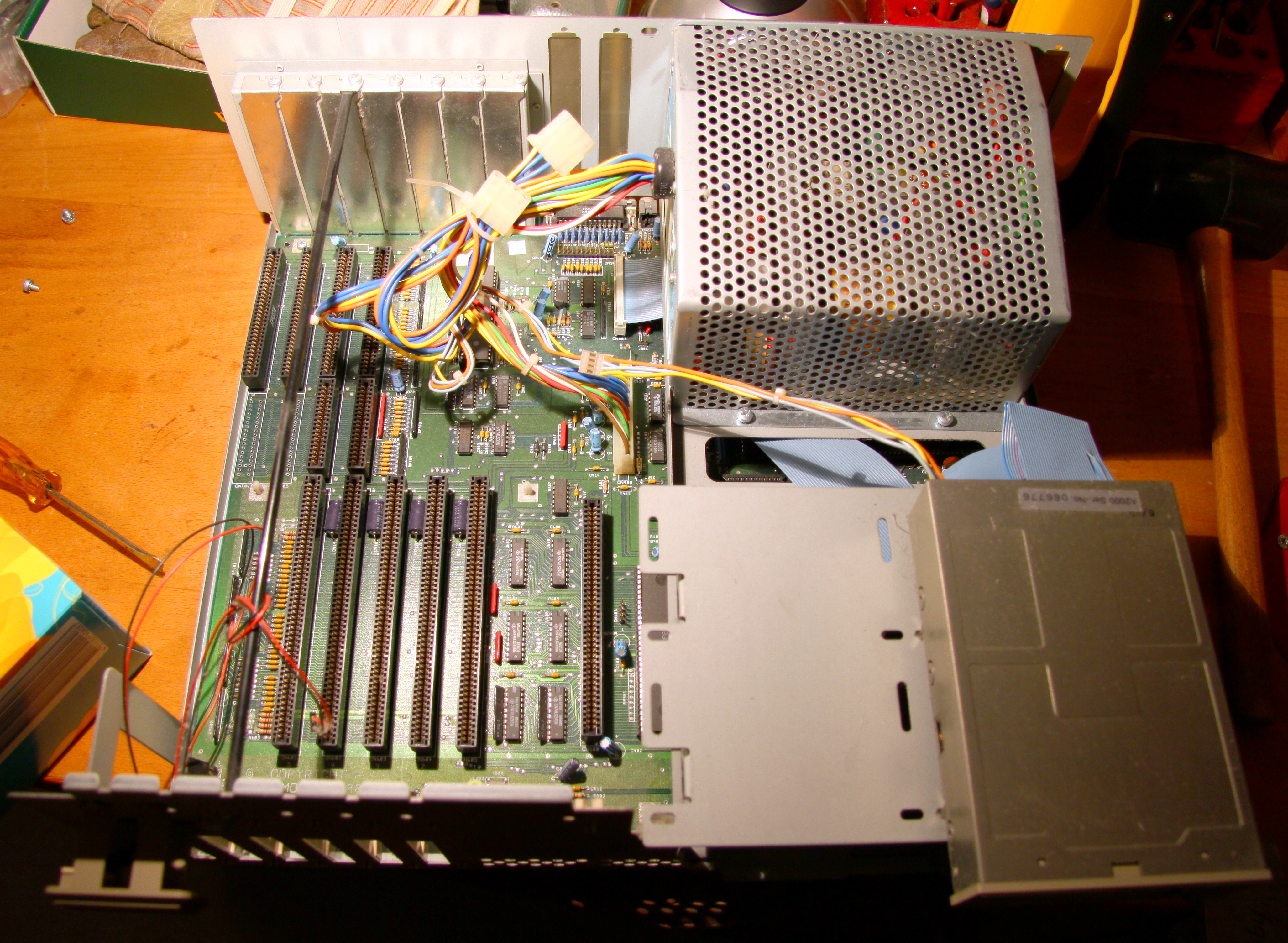
아미가 2000 내부 (하드웨어 리비전 6.2). 왼쪽에서 세 번째와 네 번째 슬롯은 브릿지 슬롯으로, Zorro II 커넥터가 ISA 커넥터와 일직선으로 연결되어 있다.

하이엔드 시장을 겨냥한 최초의 유럽 전용 모델은 아미가 1000에 사용된 맞춤형 아미가 칩셋에 프로그래밍 가능한 로직으로 구현된 Zorro II 백플레인을 추가한다. 나중에 개선된 모델은 아미가 500 칩셋을 사용하여 재설계된 하드웨어를 가지며, "버스터"라는 게이트 어레이를 추가하여 Zorro 서브시스템을 통합한다. 이는 또한 시스템 제어를 코프로세서 슬롯 장치로 넘겨줄 수 있게 하며, 추가 비디오 장치를 위한 전체 비디오 슬롯을 구현한다.
이전의 아미가 1000과 당시 대부분의 IBM PC 호환기종처럼 (하지만 아미가 500과는 달리) A2000은 분리형 키보드가 있는 데스크톱 케이스에 담겨 출시되었다. 이 케이스는 확장 카드와 두 개의 3.5인치, 하나의 5.25인치 드라이브 베이를 수용하기 위해 A1000보다 높다. A2000 케이스에는 아미가 1000의 "키보드 보관함"은 없지만, 5개의 Zorro II 확장 슬롯, 두 개의 16비트 및 두 개의 8비트 ISA 슬롯, CPU 업그레이드 슬롯 및 비디오 슬롯을 위한 공간이 있다. A1000과 달리 A2000의 마더보드에는 배터리로 전원이 공급되는 실시간 시계가 포함되어 있다.
아미가 2000은 동시대의 컴퓨터 중 매킨토시 II만이 뛰어넘는 그래픽 기능을 제공했다. 매킨토시 II는 비교적 유사하게 장착된 아미가 2000에 IBM PC 호환기종 브릿지보드와 5.25인치 플로피 디스크 드라이브(당시 실질적인 상호 운용성에 중요했음)를 추가한 가격의 약 두 배에 판매되었다. A1000과 마찬가지로 A2000은 전문 컴퓨터 딜러를 통해서만 판매되었다. 원래는 1495 USD의 가격으로 발표되었다.

## 변종
아미가 2000은 오픈 아키텍처로 설계되었다. 코모도어의 엔지니어들은 매년 새로운 모델이 나오는 PC 산업의 일반적인 시스템 노후화 및 교체 속도를 따라잡는 데 회사가 성공하지 못할 것이라고 생각했다. 코모도어의 접근 방식은 다양한 모델에 걸쳐 적용될 수 있는 단일 시스템 아키텍처를 구축하는 것이었다. 코모도어는 이 점에서 매우 성공적이어서 인포 매거진은 A2000이 "21세기 전환점을 훨씬 지나서까지"는 노후화되지 않을 것이라고 평가했다.
최종 설계는 코모도어 내부의 싸움의 결과였다. 이는 아미가 3000(및 1000)과 더 유사한 시스템을 구축하고자 했던 미국 지부와, 최초의 코모도어 PC 호환 시스템을 성공적으로 도입한 지 얼마 되지 않아 아미가 2000에 처음부터 이 기능을 포함시키려고 계획했던 독일 지부 간의 대립이었다. 독일 설계의 실용성이 승리하여, 최종 A2000은 Zorro II 슬롯뿐만 아니라 당시 PC 표준이던 ISA 슬롯을 갖추고 출시되었다.
이 아키텍처는 주요 개정을 거쳤다. 원래의 마더보드는 이전 아미가 1000을 기반으로 확장 슬롯이 추가되었기 때문에 동일한 제약이 있었다. 이는 곧 데이브 헤이니와 테리 피셔(이들의 이름이 보드에 인쇄되어 있다)가 설계한 "B2000-CR" 버전으로 대체되었는데, 이는 아미가 500의 개선된 설계를 기반으로 했다. 실질적인 차이점은 초기 2000 마더보드에는 512킬로바이트의 RAM만 설치되어 있고, 새로운 버전의 칩셋으로 업그레이드할 수 없으며, 프로세서 카드를 설치할 때 원래 프로세서를 제거해야 하고, 비디오 슬롯에 장착된 flicker fixer를 사용할 수 없다는 것이다.
원래 아미가 2000은 저장 장치로 단일 플로피 드라이브만 함께 제공되었다. 비교적 일찍이 아미가 2090 하드 드라이브 컨트롤러와 SCSI 기반 하드 드라이브를 번들로 제공하는 아미가 2000/HD가 뒤를 이었다. 1988년 코모도어는 아미가 2500/20을 출시했는데, 이는 아미가 2620 CPU 카드를 CPU 슬롯에 추가하여 14.3MHz 68020, 68881 FPU, 68851 MMU를 A2000에 장착하고 2MB의 32비트 폭 메모리를 제공했다. 이 기기들의 A2000 원래 68000 CPU는 마더보드에 그대로 설치되어 있었고, 더 나은 호환성을 위해 컴퓨터 전원을 켤 때 오른쪽 마우스 버튼을 누르고 있으면 전환할 수 있었다. 1989년 이 모델은 아미가 2630 CPU 카드를 추가한 아미가 2500/30으로 대체되었다: 25MHz 68030과 68882 FPU에 최대 4MB의 32비트 메모리가 포함되었다. A2630 카드는 최대 64MB의 추가 메모리를 지원할 수 있는 메모리 확장 도터 카드도 장착할 수 있다. 코모도어는 이의 사내 프로토타입을 만들었지만 출시하지는 않았다.

### 아미가 1500
1990년 코모도어 UK는 A2000의 변형 모델인 A1500을 999파운드에 판매했다. 이 모델명은 코모도어 인터내셔널에서 공식적으로 승인한 것이 아니었다. A1500은 이중 플로피 드라이브와 1MB의 칩램을 기본으로 제공했다. 초기 기기에는 Kickstart 1.3(따라서 AmigaOS 1.3)이 함께 제공되었지만, 온보드 오리지널 칩셋에는 나중에 1MB 칩램을 허용하는 Agnus 개정판이 포함되어 있었다. 초기 기기에는 코모도어 1084SD1 모니터가 번들로 제공되었다. 나중에 출시된 기기에는 ECS 칩셋과 AmigaOS 2.04가 함께 제공되었다. 두 번째 플로피 드라이브는 하드 디스크 드라이브를 대체한다. A1500은 기본적으로 하드 디스크 드라이브가 없으며, 유일한 중요한 차이점은 하드 디스크 컨트롤러(및 관련 드라이브)를 추가하여 A2000/HD로 업그레이드할 수 있다는 점이다.
또한 체크메이트 디지털에서 만든 아미가 500용 교체 케이스 키트도 있었는데, 이 역시 A1500이라고 불렸다.

### 아미가 2500
아미가 2500, 일명 A2500은 A1500과 유사하게 별개의 모델이 아니라, 단순히 다른 기본 구성의 아미가 2000을 위한 마케팅 명칭이다. A2500의 구성에는 14.3MHz 모토로라 68020 또는 25MHz 68030 기반의 가속기 카드가 포함되었다. 68020 버전은 A2500/20으로, 68030 버전은 A2500/30으로 불렸다. A2500에 사용된 가속기 카드(A2620 및 A2630)는 A2000 업그레이드로 별도로 구매할 수도 있었다. A2620에는 모토로라 68881 FPU와 모토로라 68851 MMU가 포함되었고, A2630에는 모토로라 68882 FPU (및 68030에 내장된 MMU)가 포함되었다.
A2500은 마더보드에 사용되지 않는 모토로라 68000을 가지고 있기 때문에, 설계가 비용 효율적이지 못했다. 온보드 68020으로 교체하려는 프로젝트가 시작되었는데, 이는 Zorro-II 기반 68020 기기를 목표로 했지만, 데이브 헤이니가 새로운 Zorro-III 버스를 포함시키려 하면서 결국 아미가 3000이 되었다.
A2500은 A3000 출시 후에도 생산을 계속했는데, 이는 주로 원래 Video Toaster가 수정되지 않은 A3000 케이스에 맞지 않았기 때문이다. Video Toaster 4000이 출시되기 전까지 A2500은 Toaster와 함께 사용할 수 있는 가장 빠른 컴퓨터였다.
A2500UX라는 추가 변형 모델도 있었는데, 이는 Amiga Unix와 테이프 드라이브와 함께 제공되었다.

## 기술 정보
대부분의 A2000 시스템은 코모도어의 Original Chip Set과 1 MB의 RAM ([[아미가 칩 램|512 KB "칩" RAM]] 및 512 KB 추가 RAM)을 갖추고 아미가OS 1.2 또는 1.3과 함께 출하되었다. 나중에 출시된 개정판은 개선된 향상된 칩셋, 1 MB "칩" RAM, 그리고 아미가OS 2.0과 함께 출하되었다.
A2000은 7.16 MHz (NTSC) 또는 7.09 MHz (PAL)로 작동하는 모토로라 68000 CPU를 탑재하고 출시되었다. CPU는 직접 교체를 통해 68010으로 업그레이드할 수 있다. 공식 및 타사 확장 보드는 CPU 확장 슬롯에 장착되며, 68020, 68030, 68040 또는 68060 마이크로프로세서를 특징으로 한다. 이러한 업그레이드는 추가 RAM, FPU, MMU 및 심지어 SCSI 컨트롤러도 수용할 수 있다.
메모리 용량은 하드웨어 개정판에 따라 다르다. A2000의 특정 개정판은 8372A 아그너스 칩을 설치하여 1MB의 칩 RAM을 수용하도록 업그레이드할 수 있다. 마찬가지로, 8372B 아그너스 칩을 장착하고 추가 메모리를 추가하면 2MB를 수용할 수 있다. CPU 확장 카드 없이 8MB의 추가 RAM은 68000의 24비트 주소 버스로 인해 실질적인 한계가 있다.
A2000은 아미가 라인에 새로운 기능인 Zorro II 버스를 도입했다. 이 확장 버스는 AutoConfig 표준을 통해 그래픽, 사운드, 네트워크 카드 및 병렬 ATA, SCSI 및 USB 컨트롤러와 같은 호환 하드웨어 설치를 허용한다.
ISA 슬롯은 Zorro II와 ISA 버스를 연결하는 브릿지보드를 사용하여 활성화될 수 있다. 이러한 브릿지보드는 일반적으로 온보드 IBM PC 호환기종 하드웨어를 특징으로 하며, 인텔 80286, 80386 또는 80486 마이크로프로세서를 포함하여 전체 IBM-PC 시스템을 하드웨어로 에뮬레이션할 수 있다. 나머지 ISA 슬롯은 네트워크 카드, 그래픽 카드, 하드 드라이브 컨트롤러 등 당시 산업 표준 하드웨어와 함께 사용할 수 있다. 일부 A2000 모델에서는 8비트 ISA 슬롯 두 개를 확장 에지 커넥터를 장착하여 16비트로 업그레이드할 수도 있다.
비디오 슬롯은 클록, 12비트 디지털 비디오, Genlock 신호, 그리고 추가 카드 사용을 위한 일부 제어 라인을 제공한다. 이를 통해 전용 젠록, 디스플레이 디인터레이서, 그리고 NewTek의 Video Toaster와 같은 비디오 스위칭 및 효과 시스템을 사용할 수 있다.

### 사양
| 속성               | 사양 |
| ------------------ | --- |
| 프로세서           | 모토로라 68000 @ 7.16 MHz (NTSC) 또는 7.09 MHz (PAL) |
| RAM                | 다음 중 하나로 구성된 1 MB: - 512 KB "칩" RAM 및 512 KB 추가 RAM[A][B] - 1 MB "칩" RAM[C] 2 MB "칩" RAM으로 업그레이드 가능 (일부 모델은 하드웨어 수정 필요) CPU 업그레이드 없이 추가 8 MB까지, 또는 CPU 업그레이드 시 최대 128 MB까지 업그레이드 가능 |
| ROM                | 256 또는 512 KB 킥스타트 ROM |
| 칩셋               | 오리지널 칩셋 (OCS)[A][B] 또는 향상된 칩셋 (ECS)[C] |
| 비디오             | 12비트 컬러 팔레트 (4096가지 색상) 최대 32, 64 (EHB 모드) 또는 4096 (HAM 모드) 온스크린 색상 지원 그래픽 모드: - 320×200 ~ 320×400i (NTSC) - 320×256 ~ 320×512i (PAL) 최대 16가지 온스크린 색상 지원 그래픽 모드: - 640×200 ~ 640×400i (NTSC) - 640×256 ~ 640×512i (PAL) ECS 전용 그래픽 모드: - 1280×200 ~ 1280×512i 및 640×480p60 (VGA) (최대 4가지 온스크린 색상) - 800×600i60 (Super72) (2가지 온스크린 색상) |
| 오디오             | 4× 8비트 PCM 채널 (2개 스테레오 채널) 28 kHz 최대 DMA 샘플링 속도 (ECS 전용 모드에서는 56 kHz) 70 dB S/N 비 |
| 내부 저장 장치     | 3.5인치 SCSI 하드 디스크 드라이브 (A2000HD 전용) |
| 이동식 저장 장치   | 3.5인치 DD 플로피 디스크 드라이브 (880 KB 용량) |
| 오디오/비디오 포트 | 아날로그 RGB 비디오 출력 (DB-23M) 모노크롬 컴포지트 비디오 출력 (RCA)[B][C] 오디오 출력 (2× RCA) Genlock 슬롯 (내부)[A] 비디오 슬롯 (내부)[B][C] |
| 입력/출력 포트     | 키보드 포트 (5핀 DIN) 2× 마우스/게임패드 포트 (DE9) RS-232 직렬 포트 (DB-25M) 센트로닉스 스타일 병렬 포트 (DB-25F) 플로피 디스크 드라이브 포트 (DB-23F) |
| 확장 슬롯          | 5× 100핀 16비트 Zorro II 슬롯 (AutoConfig) 2× 16비트 ISA 슬롯 (활성화를 위해 브릿지보드 필요) 2× 8비트 ISA 슬롯 (활성화를 위해 브릿지보드 필요) 1× 86핀 CPU/MMU 확장 슬롯 |
| 운영체제           | 아미가OS 1.2/1.3 (킥스타트 1.2/1.3 및 워크벤치 1.2/1.3) 또는 아미가OS 2.0 (킥스타트 2.04 및 워크벤치 2.04)[C] |
| 기타               | 전면 접근 가능한 3.5인치 드라이브 베이 2개 전면 접근 가능한 5.25인치 드라이브 베이 1개 배터리 백업 실시간 시계 |

#### 내용주
1. ^  모델 A (개정판 3.0-4.0), 1986년
2. ^  모델 B (개정판 4.1-5.0), 1986년
3. ^  모델 C (개정판 6.0-6.5), 1991년

## 같이 보기
- 아미가 모델 및 변형 목록